# Томпсон, Джон (баскетболист)
В Википедии есть статьи о других людях с таким прозвищем, см. Большой Джон.
Джон Роберт Томпсон (англ. John Robert Thompson Jr.; 2 сентября 1941, Вашингтон — 30 августа 2020, Арлингтон, Виргиния) — американский баскетболист и баскетбольный тренер. Как игрок выступал на позициях центрового и тяжёлого форварда, двукратный чемпион НБА в составе клуба «Бостон Селтикс» (1965, 1966). Как тренер — чемпион (1984) и двукратный финалист чемпионата NCAA с командой Джорджтаунского университета, со сборной США бронзовый призёр Олимпийских игр 1988 года как главный тренер и чемпион Игр 1976 года как помощник главного тренера. Первый чернокожий тренер, выигравший чемпионат NCAA, обладатель приза Генри Айбы (1982), тренер года по версии Национальной ассоциации баскетбольных тренеров (1985) и по версии UPI (1987), трёхкратный тренер года конференции Big East. Член Зала славы баскетбола с 1999 и Национального зала славы университетского баскетбола с 2006 года.

## Игровая карьера
Джон Роберт Томпсон — младший родился в 1941 году в Вашингтоне (округ Колумбия) в семье неграмотного разнорабочего. Родители, стремясь дать сыну хорошее образование, отдали его в католическую школу. В старших классах средней школы имени архиепископа Кэрролла Джон был основным центровым школьной баскетбольной сборной, с которой одержал 55 побед подряд, дважды выиграв городское первенство, а затем достиг успехов в составе команды вашингтонского Провиденс-колледжа. В 1963 году «Провиденс Фрайарс» при его участии одержали 20 побед при двух поражениях (сам Томпсон при этом в среднем набирал по 32 очка за игру) и выиграли Национальный пригласительный турнир, а на следующий год впервые в истории вуза пробились в финальную стадию чемпионата NCAA. По итогам сезона 1963/1964 Томпсон был признан игроком года в Новой Англии. Томпсон окончил колледж со степенью бакалавра по экономике.
На драфте НБА в 1964 году Томпсон был выбран в третьем раунде клубом «Бостон Селтикс». Он провёл в НБА два сезона, завоевав с командой два чемпионских титула, но поскольку на его позиции в «Селтикс» в эти годы играл Билл Расселл, Томпсон проводил на площадке мало времени, причём во втором сезоне меньше, чем в первом. После сезона 1965/66 на драфте расширения Томпсона выбрал новый клуб НБА «Чикаго Буллз», но он не захотел переезжать в Чикаго и в неполные 25 лет завершил игровую карьеру.

## Тренерская карьера
По окончании выступлений Томпсон продолжил высшее образование, получив в Университете округа Колумбия степень магистра по профессиональной ориентации. По этой специальности он нашёл работу в вашингтонской школе Св. Антония, где одновременно тренировал школьную баскетбольную сборную. С этой командой он одержал 122 победы при 28 поражениях, после чего был в 1972 году приглашён на пост главного тренера в сборную Джорджтаунского университета. Джорджтаунская сборная за всю свою предшествующую историю только один раз, в 1943 году, участвовала в национальном этапе первенства NCAA, а сезон перед приходом Томпсона завершила с балансом побед и поражений 3-23. Тем не менее по приходе новый тренер пообещал, что однажды приведёт Джорджтаун к национальному чемпионскому титулу.
Томпсон оставался тренером «Джорджтаун Хойяс» на протяжении следующих 27 сезонов. Из них он 24 раза подряд выводил команду в плей-офф (5 раз в Национальном пригласительном турнире и 19 раз в NCAA). Первый выход в финальную часть чемпионата NCAA состоялся уже в третьем сезоне Томпсона с командой — в 1974/75, через 32 года после предыдущего аналогичного успеха. Как бывший центровой, Томпсон строил игру своей команды вокруг доминантных игроков на той же позиции, среди которых были Патрик Юинг, Дикембе Мутомбо и Алонзо Моурнинг; ещё одной звездой его команд был защитник Аллен Айверсон. Особое внимание в игре Томпсон уделял обороне. Это в частности проявилось в сезоне 1981/82, когда за три последних игры регулярного сезона Big East и четыре первых игры плей-офф чемпионата NCAA команда в среднем пропускала по 45,3 очка за матч.
За годы работы Томпсона с «Хойяс» команда выиграла 596 матчей при 329 поражениях и семь раз становилась чемпионом конференции Big East. Лучшие годы выступлений пришлись на период с 1982 по 1985 годы, когда за Джорджтаун играл Патрик Юинг. За эти четыре года команда трижды играла в финале чемпионата NCAA, завоевав титул в 1984 году. В 1982 году Джорджтаун проиграл в финале одно очко Университету Северной Каролины; в этом матче решающий мяч забросил студент-второкурсник из Северной Каролины Майкл Джордан. В 1985 году «Хойяс» потерпели в финале поражение на два очка в день, когда их соперники из Университета Вилланова показали рекордные показатели попаданий с игры за всю историю турнира (79 %). В 1982 году Томпсон стал первым чернокожим тренером, чья команда вышла в Финал четырёх баскетбольного чемпионата NCAA, а два года спустя — первым чернокожим тренером — чемпионом NCAA. Он добился этого с командой, полностью состоявшей из чёрных игроков. Успехи Томпсона повлияли на практику наёма тренеров в университетские команды; если до него эти должности в основном занимали белые тренеры, работавшие с чёрными игроками, то уже в 1982 году на работу в Университет Темпл был принят Джон Чейни, в 1983 году «Айову Хокайс» начал тренировать Джордж Рейвелинг, а в 1985 году команду команду Университета Арканзаса возглавил Нолан Ричардсон.
За годы работы с «Хойяс» Томпсон трижды (в 1980, 1987 и 1992 годах) признавался тренером года конференции Big East и столько же раз — национальным тренером года. В 1982 году этот титул (также известный как Приз имени Генри Айбы) ему присвоила Ассоциация баскетбольных журналистов Соединённых Штатов, Национальная ассоциация баскетбольных тренеров сделала это в 1985 году, а ассоциация United Press International — в 1987 году.
Помимо Джорджтаунского университета, Томпсон привлекался также к работе с национальной сборной США. На Олимпиаду 1976 года он поехал со сборной в качестве помощника главного тренера и завоевал с ней чемпионский титул, а на Олимпийских играх 1988 года был главным тренером сборной и стал бронзовым призёром. Эта команда была последней любительской сборной США на Олимпиадах, и после её неудачи Дэвид Стерн и НБА добились для баскетболистов-профессионалов права выступления на Олимпийских играх, уже на турнир 1992 года отправив «команду мечты» с Джорданом, Юингом, Мэджиком Джонсоном, Карлом Мэлоуном, Чарльзом Баркли и другими звёздами НБА.
76 из 78 игроков команды Джорджтаунского университета, отыгравших в ней все четыре года обучения под руководством Томпсона, окончили университет с академической степенью, а 26 были выбраны в драфтах НБА, в том числе 8 в первом раунде. В тренерской карьере Томпсона фигурировал ряд громких эпизодов, демонстрирующих его заботу об игроках. В частности, в 1989 году он демонстративно покинул площадку, протестуя против так называемого «предложения 48» — плана NCAA лишить спортивных стипендий студентов-второкурсников, не выполняющих минимальных требований к академической успеваемости. По словам Томпсона, эта мера могла ударить по студентам из неблагополучных семей; протесты с его участием заставили NCAA пересмотреть планируемое изменение. В том же году он публично выступил против наркоторговца Райфула Эдмонда, в круге влияния которого оказались игроки Джорджтауна Алонзо Моурнинг и Джон Тернер. Тернер позже был отчислен из сборной, когда не пожелал прекратить контакты с Эдмондом.
Томпсон завершил тренерскую карьеру в январе 1999 года, ссылаясь на личные обстоятельства. Осенью того же года его имя было включено в списки Зала славы баскетбола. Его сын, Джон Томпсон 3-й, занял пост главного тренера сборной Дхорджтаунского университета в 2004 году и возглавлял её 13 лет, прежде чем его сменил в этой должности Патрик Юинг. Томпсону-младшему удалось один раз, в свой третий год с командой, вывести «Хойяс» в Финал четырёх чемпионата NCAA.

## За пределами игровой площадки
По окончании тренерской карьеры Джон Томпсон оставался консультантом спортивных программ Джорджтаунского университета до самой смерти. Он также занимался спортивной журналистикой, выступая как баскетбольный комментатор на радио и телевидении. В частности, у него была собственная программа «Шоу Джона Томпсона» на вашингтонской радиостанции SportsTalk 980.
Томпсон был членом совета директоров Национальной ассоциации баскетбольных тренеров и её президентом, а также членом совета директоров Зала славы баскетбола. Он выступал как консультант и спикер фирмы Nike и входил в её совет директоров. В 2000 году он учредил Благотворительный фонд Джона Томпсона, гранты которого получают организации, способствующие улучшению жизни детей. Он также основал программу «Дети и менты» (англ. Kids and Cops), каждый сезон бесплатно распределяющую 10 тысяч билетов на матчи «Джорджтаун Хойяс».
В браке с Гвендолин Твитти, закончившемся разводом, у Томпсона родились трое детей — Джон, Ронни (главный тренер сборной Университета Болл Стейт) и Тиффани. В последние годы жизни его здоровье расстроиось, и он умер в возрасте 78 лет в августе 2020 года у себя дома в Арлингтоне (Виргиния). Автобиография Томпсона «Я пришёл, как тень» (англ. I Came As A Shadow) была завершена его соавтором Джесси Вашингтоном и увидела свет менее чем через четыре месяца после его смерти.

## Награды и титулы
Командные
- Победитель Национального пригласительного турнира (1963, как игрок)
- Двукратный чемпион НБА (1965, 1966, как игрок)
- Чемпион NCAA (1984)
- 7-кратный чемпион конференции Big East
- Бронзовый призёр Олимпийских игр (1988)

Индивидуальные
- 3-кратный тренер года конференции Big East (1980, 1987, 1992)
- Приз имени Генри Айбы (1984)
- Тренер года по версии Национальной ассоциации баскетбольных тренеров (1985)
- Тренер года по версии UPI (1987)
- Член Зала славы баскетбола (1999)
- Член Национального зала славы университетского баскетбола (2006)[7]
- Почётный доктор Джорджтаунского университета, Университета Святого Петра, Университета Уилинга[англ.] и Университета округа Колумбия[6]

## Статистика

### Статистика в НБА
| Сезон                                                                                    | Команда | Регулярный сезон | Регулярный сезон | Регулярный сезон | Регулярный сезон | Регулярный сезон | Регулярный сезон | Регулярный сезон | Регулярный сезон | Регулярный сезон | Регулярный сезон | Регулярный сезон | Серия плей-офф | Серия плей-офф | Серия плей-офф | Серия плей-офф | Серия плей-офф | Серия плей-офф | Серия плей-офф | Серия плей-офф | Серия плей-офф | Серия плей-офф | Серия плей-офф |
| Сезон                                                                                    | Команда | GP               | GS               | MPG              | FG%              | 3P%              | FT%              | RPG              | APG              | SPG              | BPG              | PPG              | GP             | GS             | MPG            | FG%            | 3P%            | FT%            | RPG            | APG            | SPG            | BPG            | PPG            |
| ---------------------------------------------------------------------------------------- | ------- | ---------------- | ---------------- | ---------------- | ---------------- | ---------------- | ---------------- | ---------------- | ---------------- | ---------------- | ---------------- | ---------------- | -------------- | -------------- | -------------- | -------------- | -------------- | -------------- | -------------- | -------------- | -------------- | -------------- | -------------- |
| 1964/65                                                                                  | Бостон  | 64               |                  | 10,9             | 40,2             |                  | 59,0             | 3,6              | 0,3              |                  |                  | 3,6              | 3              |                | 7,0            | 28,6           |                | 100,0          | 4,0            | 0,3            |                |                | 3,7            |
| 1965/66                                                                                  | Бостон  | 10               |                  | 7,2              | 46,7             |                  | 66,7             | 3,0              | 0,3              |                  |                  | 3,2              | 3              |                | 3,7            | 14,3           |                | -              | 1,3            | 0,0            |                |                | 0,7            |
|                                                                                          | Всего   | 74               |                  | 10,4             | 41,0             |                  | 59,5             | 3,5              | 0,3              |                  |                  | 3,5              | 6              |                | 5,3            | 21,4           |                | 100,0          | 2,7            | 0,2            |                |                | 2,2            |
| Наведите курсор мыши на аббревиатуры в заголовке таблицы, чтобы прочесть их расшифровку. |         |                  |                  |                  |                  |                  |                  |                  |                  |                  |                  |                  |                |                |                |                |                |                |                |                |                |                |                |